# Вінк'ятуро
Вінк'ятуро (італ. Vinchiaturo) — муніципалітет в Італії, у регіоні Молізе,  провінція Кампобассо.
Вінк'ятуро розташований на відстані близько 180 км на схід від Рима, 11 км на південний захід від Кампобассо.
Населення — 3301 особа (2014).

## Демографія
Населення за роками:

Станом на 1 січня 2023 року в муніципалітеті офіційно проживало 116 іноземців з 24 країн, серед них 19 громадян країн Євросоюзу та 5 громадян України.

## Сусідні муніципалітети
- Баранелло
- Буссо
- Кампобассо
- Кампок'яро
- Колле-д'Анкізе
- Гуардіареджа
- Мірабелло-Саннітіко
- Сан-Джуліано-дель-Санніо